# Barbus arcislongae
Barbus arcislongae är en fiskart som beskrevs av Keilhack, 1908. Barbus arcislongae ingår i släktet Barbus och familjen karpfiskar. IUCN kategoriserar arten globalt som livskraftig. Inga underarter finns listade.